# Копач
Копач или Копач махала (на гръцки: Βέργη, до 1927 година Κοπάτσι, Копаци) е село в Република Гърция, в дем Висалтия, област Централна Македония с 1279 жители (2001).

## География
Селото е разположено в западния край на Сярското поле, в подножието на Богданската планина, на левия бряг на Копач дере (Копацино).

## История

### В Османската империя
През XIX век и началото на XX век Копач е село, числящо се към Сярската каза на Османската империя.
Александър Синве (Les Grecs de l’Empire Ottoman. Etude Statistique et Ethnographique), който се основава на гръцки данни, в 1878 година пише, че в Копачи (Kopatsi) живеят 384 гърци.
Според „Етнография на вилаетите Адрианопол, Монастир и Салоника“, издадена в Константинопол в 1878 година и отразяваща статистиката на населението от 1873, Копач (Kopatch) има 66 домакинства с 30 жители мюсюлмани и 160 жители гърци.
В 1889 година Стефан Веркович (Топографическо-этнографическій очеркъ Македоніи) пише за Копач:
| „ | Копач: смесено село; 1 църква, 1 джямия, християните са гърци, а мохамеданите – турци коняри, на два часа от Нигрита. | “ |

В 1891 година Георги Стрезов пише за селото:
| „ | Копач, село на 4 часа към ЮЗ от града при подножието на планината. Плодородна почва във всичко и във вкусни овощия излизат много добри любеници и пъпеши. Ближната суходолица, която се спуска от планината прави немалко пакости по нивята. Гръцка църква; 70 къщи българе. | “ |

Според Васил Кънчов („Македония. Етнография и статистика“) в началото на XX век селото има 620 жители, всички българи християни.
По данни на секретаря на Българската екзархия Димитър Мишев (La Macédoine et sa Population Chrétienne) в 1905 година в Копач (Kopatch) живеят 400 гърци и в селото работи гръцко училище с един учител и 19 ученици.
При избухването на Балканската война в 1912 година един човек от Копач е доброволец в Македоно-одринското опълчение.

### В Гърция
Селото е освободено по време на войната от части на българската армия, но след Междусъюзническата война в 1913 година остава в Гърция. През 20-те години в селото са заселени гърци бежанци. В 1928 година Копач е представено като смесено местно-бежанско село с 12 бежански семейства и 47 жители.
В 1927 година Копач е прекръстен на Верги, новогръцкото произношение на името на античния град Берге.
В 1979 - 1982 година е построена църквата „Свети Илия“.
| Име         | Име              | Ново име      | Ново име      | Описание                                                |
| ----------- | ---------------- | ------------- | ------------- | ------------------------------------------------------- |
| Хаседеман   | Χασεδεμάν        | Дасотон       | Δασωτόν       |                                                         |
| Альобаси    | Άλιόμπαση        | Декакефалон   | Δεκακέφαλον   | възвишение в Богданската планина на ЮЗ от Копач         |
| Телкиджик   | Τελκιτζίκι       | Микри Алепу   | Μικρή Άλεπού  | възвишение в Богданската планина на ЮЗ от Копач (352 m) |
| Кавак дере  | Καβάκ Ντερέ      | Левкокорифи   | Λευκοκορφή    | възвишение в Богданската планина на ЮЗ от Копач (326 m) |
| Чалюр Явре  | Τσαλιούρ Γιαβρέ  | Ангати        | Αγκάθι        | възвишение в Богданската планина на ЮЗ от Копач (271 m) |
| Плая        | Πλάϊα            | Анавасис      | Άνάβασις      | местност на Ю от Копач                                  |
| Чамур Фюбра | Τσαμούρ Φιουμπρά | Ласопотопос   | Λασπότοπος    | възвишение в Богданската планина на З от Копач (154 m)  |
| Копач дере  | Κοπάτσι          | Скапани       | Σκαπάνη       | бивше село в Богданската планина на ЮЗ от Копач         |
| Кара Таш    | Καρά Τάς         | Маври Петра   | Μαύρη Πέτρα   | възвишение на ССЗ от Копач                              |
| Копач дере  | Κοπατσινό        | Скапанис Рема | Σκαπάνης Ρέμα | река на С от Копач                                      |

## Личности
Родени в Копач
- Атанас Константинов (1890 – ?), македоно-одрински опълченец, 4 рота на 5 одринска дружина[13]
- Атанасиос Бекярис (1904 – ?), гръцки спортист
- Савас Каледеридис (р. 1960), гръцки военен и журналист

Свързани с Копач
- Арис Мусионис (р. 1958), гръцки политик, по произход от Копач